# Magård

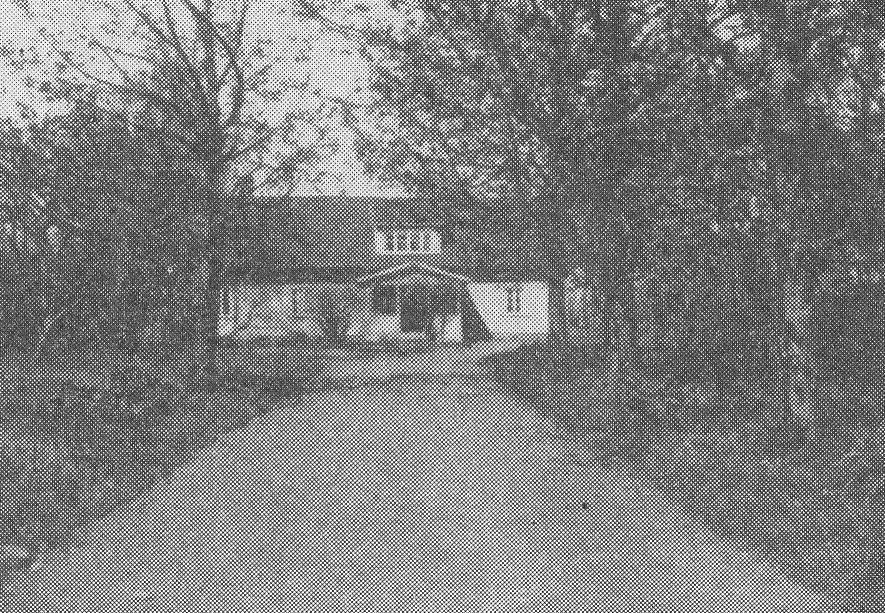
Gamla prästgården, komminsterbostället i Magård

Magård är en by i Okome socken,  Falkenbergs kommun.Genom jordbruksrationalisering har idag (2012) även delar av grannbyarna Rävige och Bäckagård kommit att hamna inom Magårds fastigheter.
Inom byns gamla gränser ligger Iresjön, men även Pukasjön och Stora Trännsjön ligger delvis inom byns gamla ägovidd. Nämnda insjöar ingår i Ätrans huvudavrinningsområde. 

## Historia
Under medeltiden räknades byn utgöra en del Rävige by, men utbröts under 1500-talet som en egen kameral enhet.

## Övrigt
Psalmförfattaren och kyrkoherden emeritus Lars Lindman var hyresgäst här efter sin pension och ända fram till sin död 72 år gammal 1983.

### Fotnoter
1. ↑  Som källa för arealuppgiften har använts ”Beskrivning till [ekonomiska] kartan över Köinge, Okome och Svartrå socknar inom Faurås härad och Hallands län upprättad i Rikets Allmänna Kartverk år 1925”, vilket har sin förklaring dels i dess noggranna redogörelse för de då rådande förhållandena, dels för att fastighetsregleringar under senare år så radikalt har ritat om fastighetskartorna att ibland både byanamn raderats ut och historiska församlingsgränser flyttats. 1925 års beskrivning kan därför sägas utgöra den skriftliga källa som bäst speglar den (historiska) mantalssättning som rått sedan 1600-talets mitt och även det namnskick som (trots fastighetsregleringar) ännu råder på orten.
2. ↑  Sveriges dödbok 1901–2009, DVD‐ROM, Version 5.00, Sveriges Släktforskarförbund (2010): Lindman, Lars Daniel